# Maria Margaretha Stähelin
Maria Margaretha Stähelin, auch Maggy genannt (* 17. Juli 1870 in Arlesheim; † 24. April 1959 in Basel), war eine Schweizer Übersetzerin, Schriftstellerin und Mundartdichterin.

## Leben und Werk

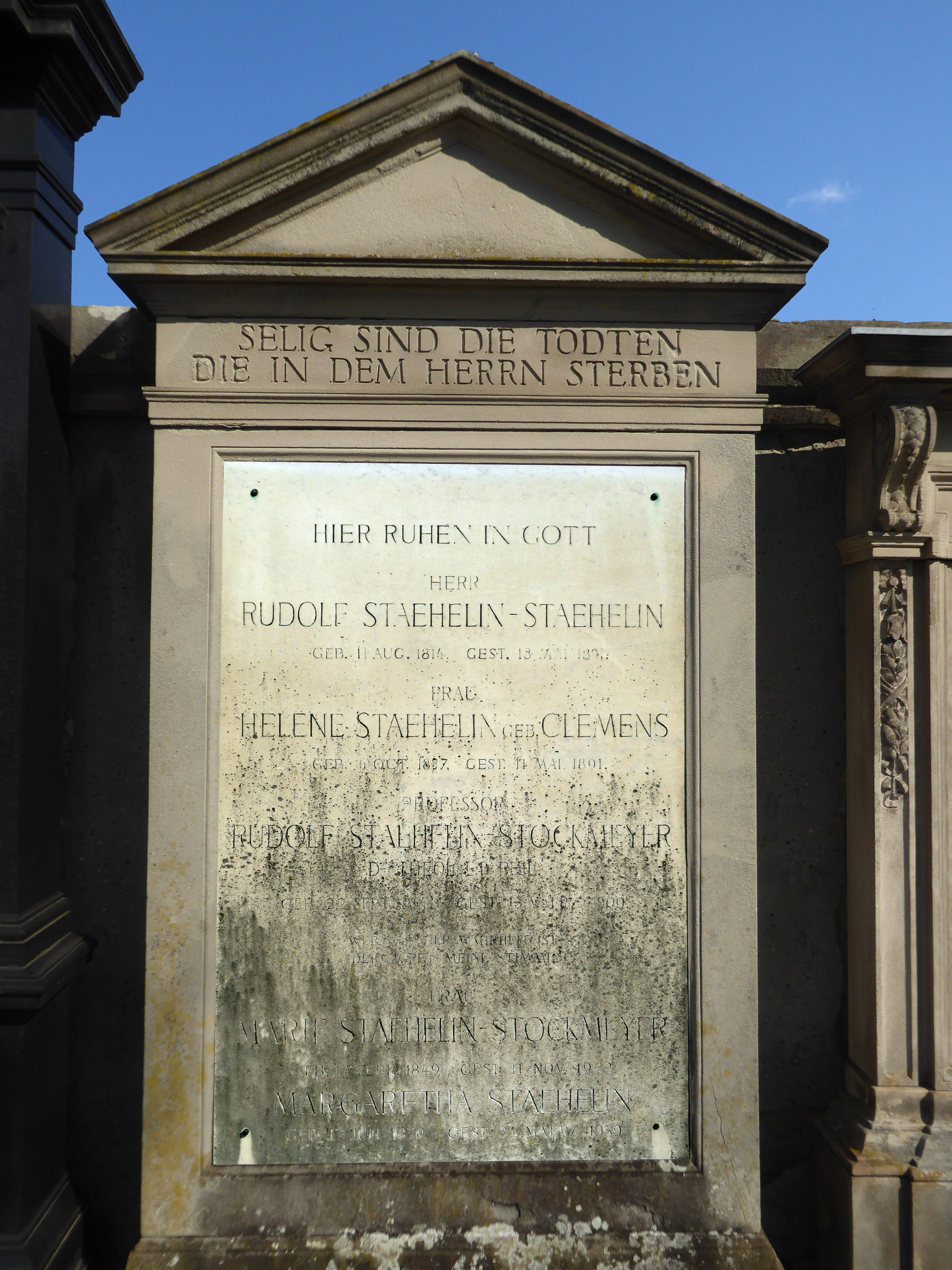
Grab auf dem Wolfgottesacker in Basel

Maria Margaretha Stähelin war eine Tochter des Theologen Rudolf Stähelin-Stockmeyer; ihr Grossvater war der Basler Antistes Immanuel Stockmeyer. Ihre jüngeren Geschwister waren u. a. der Internist Rudolf Staehelin und der Wirtschaftsjurist Max Stähelin-Maeglin. Ihre Schwester Anna (1885–1974) heiratete 1908 den Verleger Alfred Kober.
Maria Margaretha Stähelin besuchte die Schulen in Basel und wurde von ihrem Vater in Kirchen- und Kulturgeschichte unterrichtet. Später hielt sie sich in England auf und übersetzte Briefe und Werke von George Fox, Oliver Cromwell und John R. Rowntree ins Deutsche. 
Als Schriftstellerin schrieb sie Erzählungen, Theaterstücke, Jugendbücher und Verse in Basler Mundart. Zudem war sie über 30 Jahre Redaktorin des Stern, des Organs der «Freundinnen junger Mädchen» (FJM), heute Compagna. Die Basler Sektion (BFJM) wurde 1921 gegründet und bis 1954 von Mathilde Paravicini geleitet.
Maria Margaretha Staehelin fand ihre letzte Ruhestätte auf dem Wolfgottesacker in Basel.